# Leszek (Kujawien)
Leszek (* um 1275; † um 1340) war ein polnischer Herzog in Inowrocław. Er entstammte dem Adelsgeschlecht der kujawischen Piasten.

## Leben
Leszek war Sohn von Herzog Siemomysław von Kujawien († 1287) und  Salome von Pommerellen. Seine Schwester war Fenena von Kujawien, die Königin von Ungarn. Sein Onkel war der polnische König Władysław I. Ellenlang. Nach dem Tod seines Vaters übernahmen zunächst seine Mutter und sein Onkel Władysław I. Ellenlang die Regentschaft für ihn und seine Brüder. Ab 1294 führten sie selbst die Regierungsgeschäfte, Leszek in Inowrocław. 1296 übernahm er nach dem Tod des polnischen Königs Przemysł II. zeitweise Danzig und Pommerellen, zog sich jedoch kurz darauf zugunsten von Władysław I. Ellenlang zurück, der ihm dafür die Kastelei Wyszogród überließ. 1300 legte er gegenüber dem neuen polnischen König Wenzel II. den Lehenseid ab. 1303 begann er eine Fehde mit seinem Onkel Siemowit von Dobrin. Um diese zu finanzieren, verpachtete er das Michelauer Land an den Deutschen Orden. Auf seinem Weg nach Ungarn wurde er von Wenzel II. gefangen genommen und kam erst 1312 wieder frei. 1314 legte er gegenüber Władysław I. Ellenlang den Lehenseid ab. 1318 verglich er sich mit seinem Bruder Przemysł, der Überlebende sollte den zuvor Verstorbenen beerben. Doch bereits 1323 oder 1324 übergab er seine Ländereien seinem Bruder. In den Rechtsstreitigkeiten zwischen dem Königreich Polen und dem Ordensstaat sagte er 1320 und 1339 als Zeuge aus. Er heiratete nie und hatte keine Kinder.